# Paul Huet
Paul Huet (Parigi, 3 ottobre 1803 – Parigi, 9 gennaio 1869) è stato un pittore e incisore francese.

## Biografia
Paul Huet è stato un artista noto soprattutto per i suoi paesaggi romantici, opere termentate dal tocco ampio, dai colori contrastanti e da soggetti minacciosi e spesso angoscianti.

Fu allievo di Antoine-Jean Gros nella "Scuola nazionale di Belle arti di Parigi" e di Pierre-Narcisse Guérin presso il suo atelier. Fu lì che Huet conobbe Eugène Delacroix, del quale divenne grande amico.
Huet debuttò al Salon nel 1827 e negli anni trenta sposò sua nipote Céleste Richomme. Dal 1838 soggiornò diverse volte nel sud della Francia, in Provenza e, in particolare, a Nizza, poiché il clima mediterraneo era più favorevole per la salute di sua moglie. Provò allora a dipingere usando l'acquarello, per rendere meglio la luce e la luminosità dei paesaggi mediterranei.

Il 22 giugno del 1841 gli venne conferito il titolo di Cavaliere della Legion d'onore.

Nel 1842 andò in Italia, restandovi sino al 1845, anno in cui si recò a Eaux-Bonnes, nei Pirenei atlantici, con il suo vecchio amico Eugène Delacroix.

I suoi viaggi, alla ricerca di sempre nuovi paesaggi, lo portarono anche in Bretagna e in Normandia, poi in Inghilterra, in Belgio e nei Paesi Bassi. Ma al suo ritorno la salute cominciò a non più sostenerlo.

Rimase quindi a Parigi dipingendo ed evitando i lunghi viaggi.
Morì nel 1869.

## Opere
- "Vista generale di Avignone", Museo Calvet, Avignone.
- "Nell'interno della foresta".
- "Il bosco della Haye".
- "Mattinata di primavera", 1834.
- "Serata d'autunno nel parco di Saint Cloud", 1835.
- "Scogliere sulla punta di Granville".
- "Il parco di Saint Cloud in un giorno di festa", Museo d'Orsay, Parigi.
- "La calma del mattino all'interno della foresta", Museo d'Orsay, Parigi.
- "Il Golfo",  Museo d'Orsay, Parigi. 1861.

Al Museo del Louvre:
- "Sole al tramonto".
- "Foresta di Fontainebleau" o "I cacciatori".
- "Inondazione a Saint Cloud" o "Il Parco di Saint Cloud".
- "La calma del mattino" o "L'Interno della foresta".
- "La fattoria".
- "Studio per un bue con la pastoia".
- "Cavallo normanno".
- "Interno di foresta" o "Compiègne".
- "Capanna normanna".
- "Grande marea equinoziale nei dintorni di Honfleur".

## Galleria d'immagini

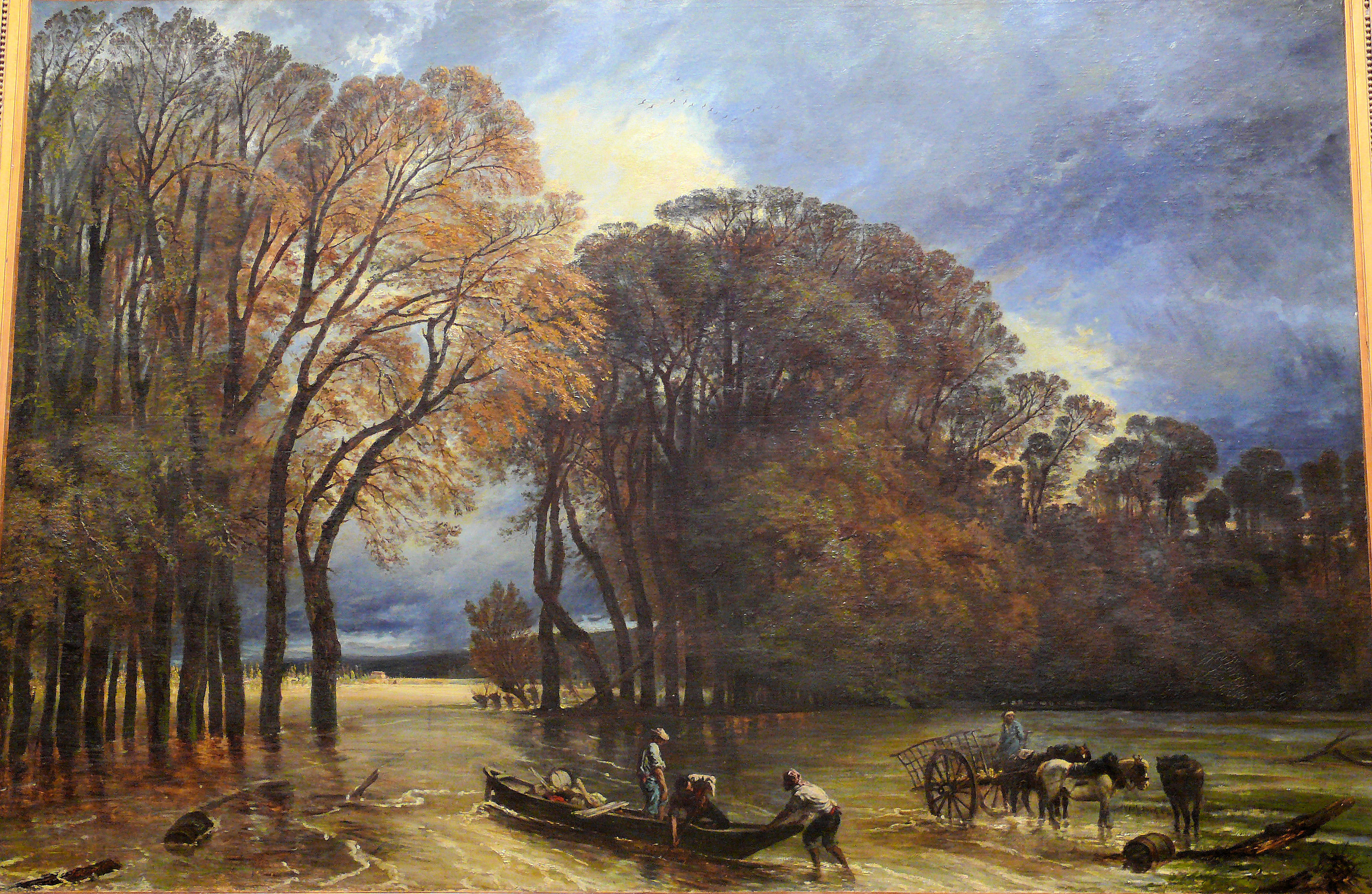
L'inodazione di Saint-Cloud
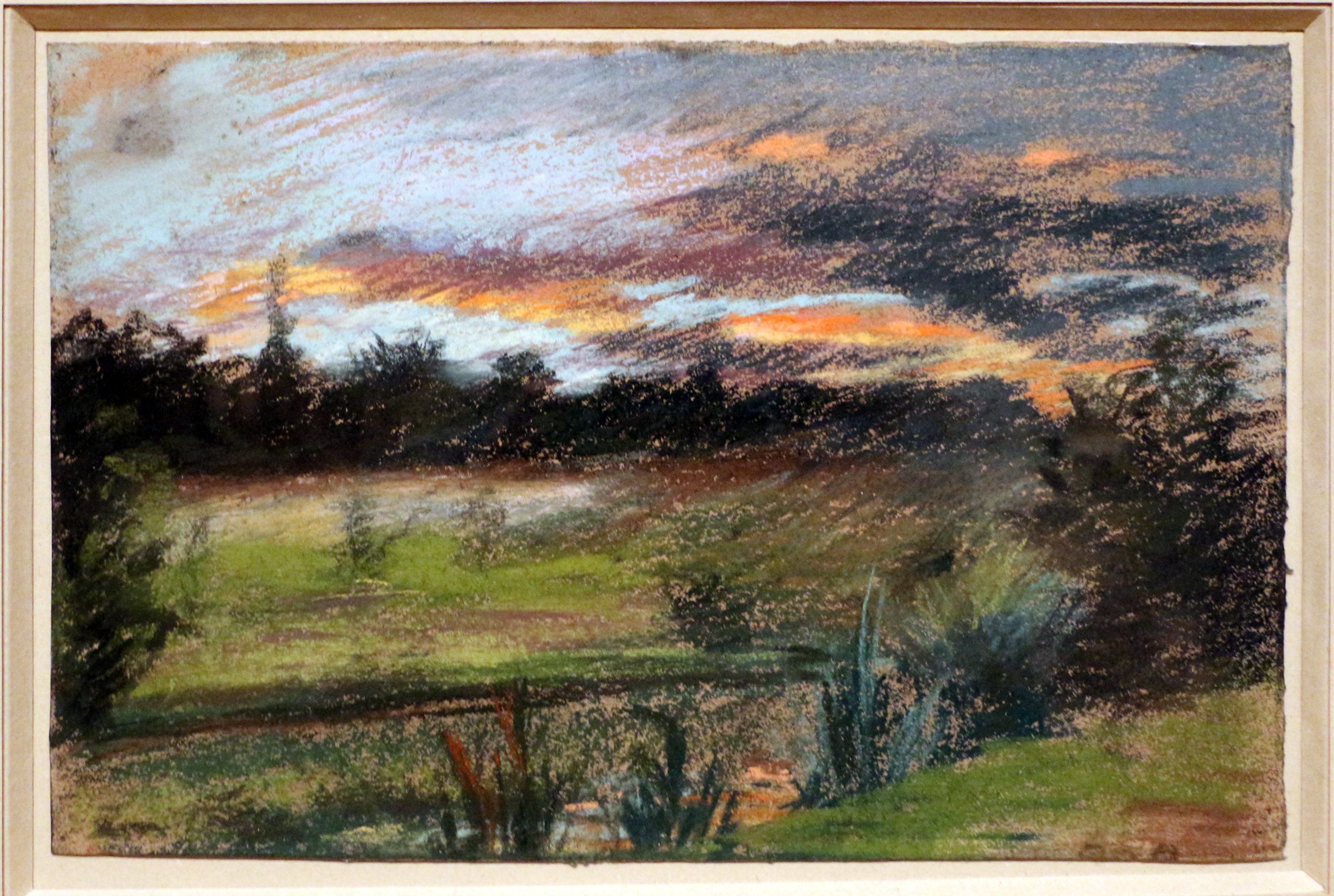
Cielo colorato
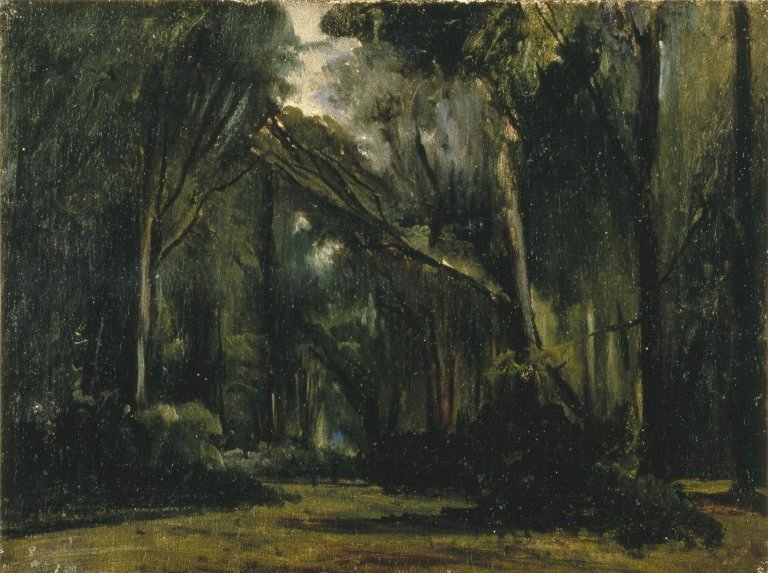
Nella foresta di Compiègne
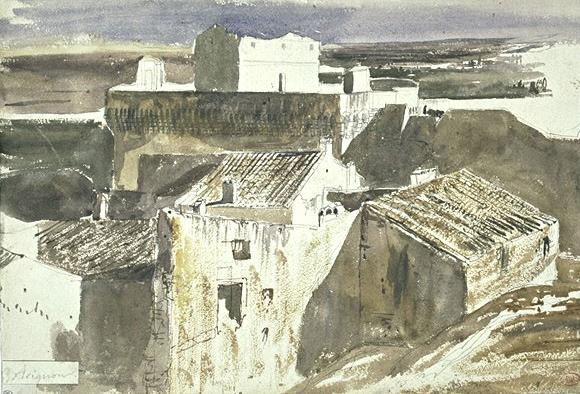
Torre delle mura di Villeneuve-lès-Avignon
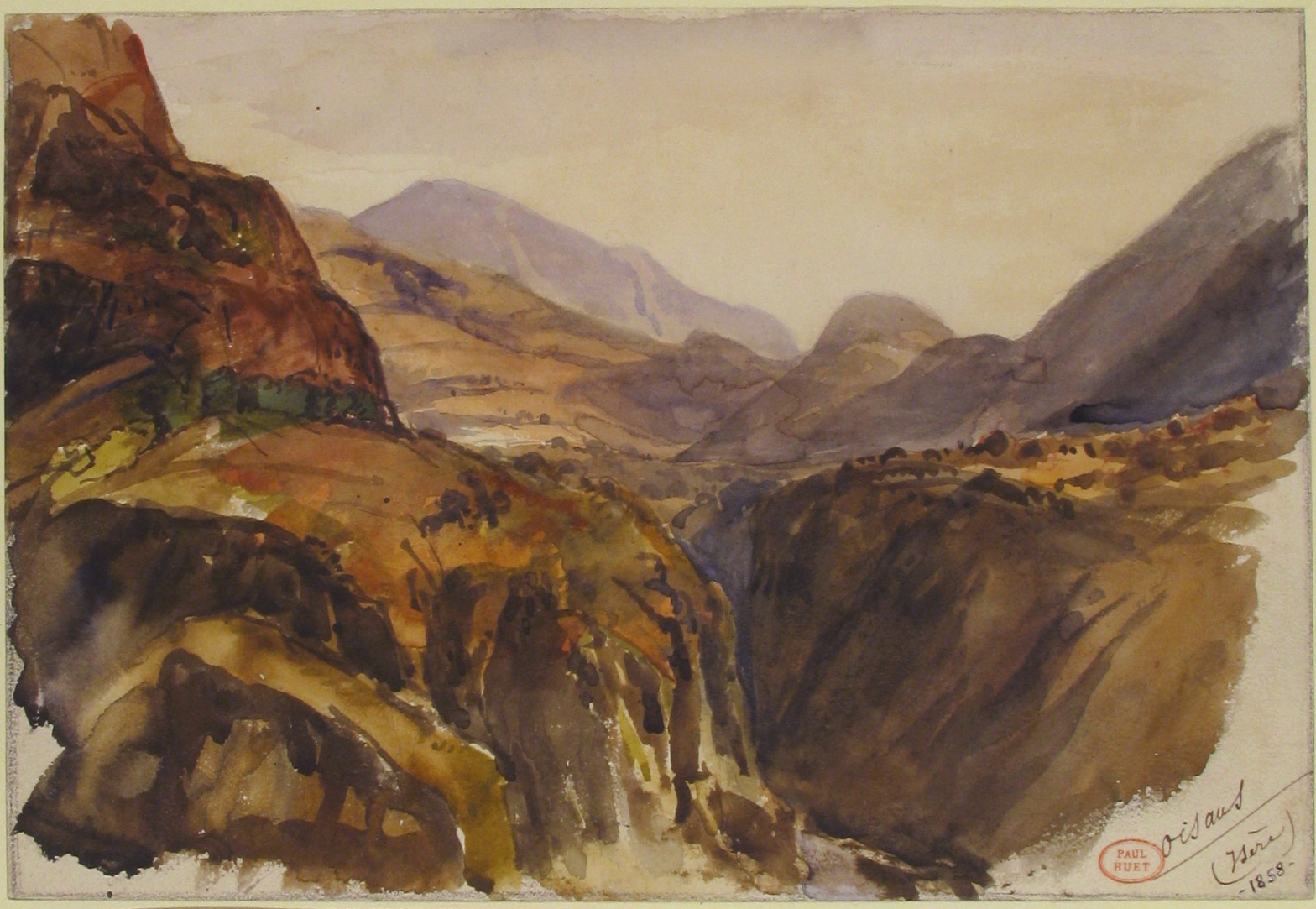
Vista dei monti nell'Isère
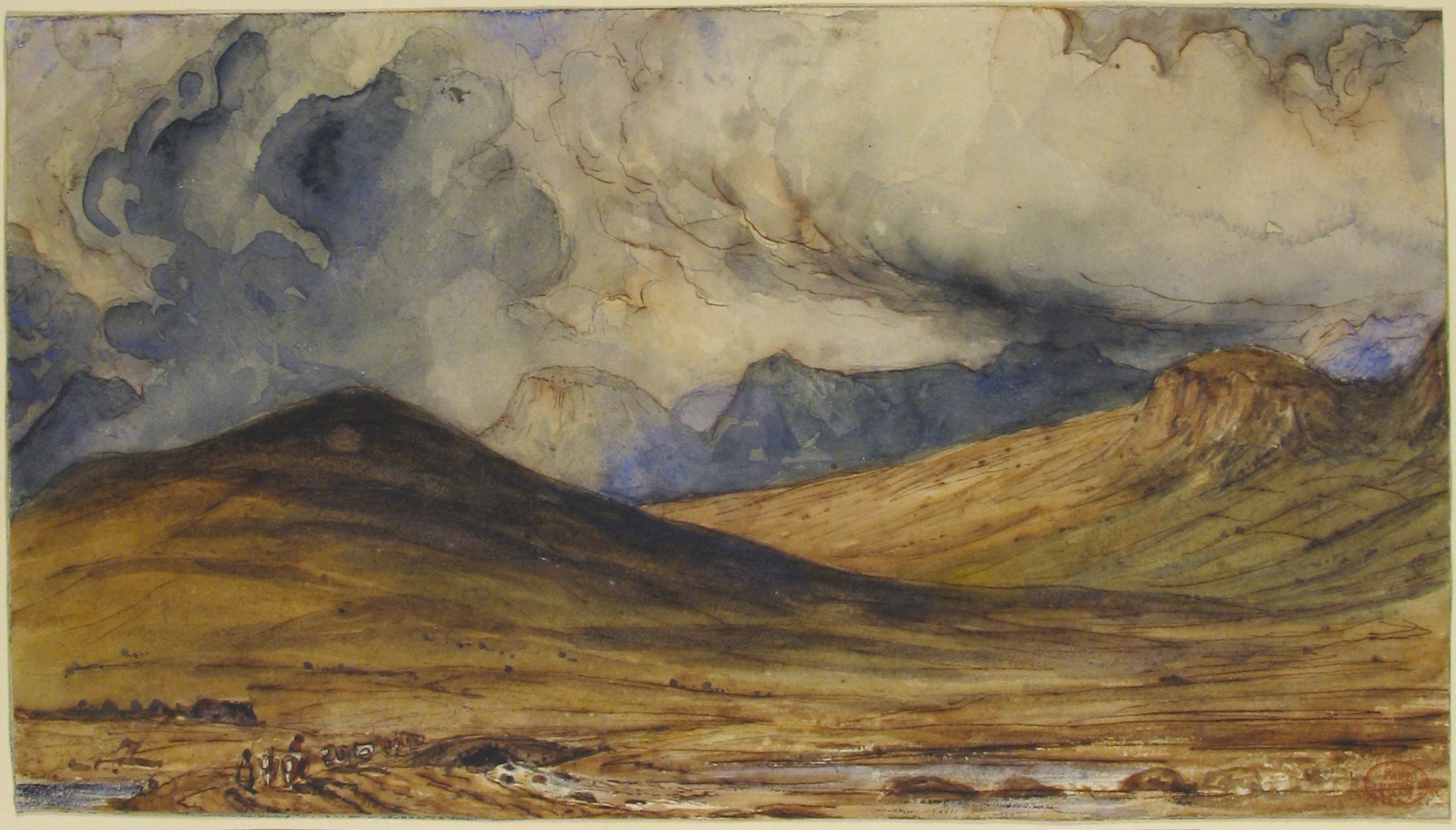
Monti dell'Alvernia

## Bibliografia

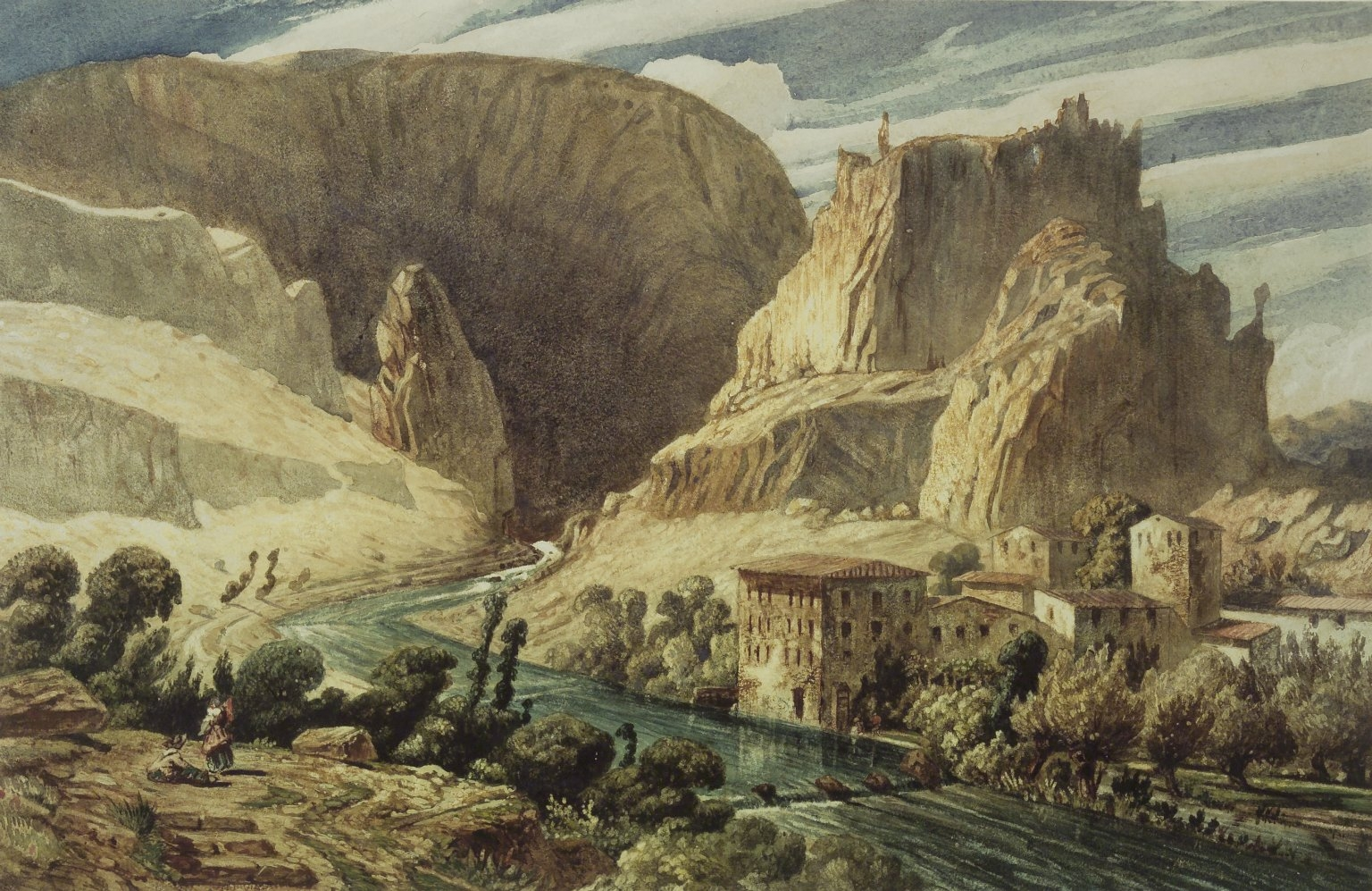
La sorgente di Valchiusa